# Creoleon confalonierii
Creoleon confalonierii är en insektsart som beskrevs av Navás 1932. Creoleon confalonierii ingår i släktet Creoleon och familjen myrlejonsländor. Inga underarter finns listade i Catalogue of Life.